# Vandœuvre Nancy Volley-Ball 2016-2017
Questa voce raccoglie le informazioni riguardanti il Vandœuvre Nancy Volley-Ball nelle competizioni ufficiali della stagione 2015-2016.

## Organigramma societario
Area direttiva
- Presidente: Serge Raineri

Area tecnica
- Allenatore: Radoslav Arsov
- Allenatore in seconda: Florentina Nedelcu

## Rosa
| N° | Nome                  | Ruolo | Data di nascita   | Nazionalità sportiva |
| -- | --------------------- | ----- | ----------------- | -------------------- |
| 1  | Julie Mollinger       | S     | 27 settembre 1990 | Francia              |
| 3  | Cvetelina Nikolova    | P     | 23 settembre 1990 | Bulgaria             |
| 5  | Danielle Smith        | P     | 29 aprile 1980    | Canada               |
| 6  | Manon Bernard         | L     | 23 gennaio 1995   | Francia              |
| 7  | Alexia Djilali        | S     | 27 ottobre 1987   | Francia              |
| 8  | Ágnes Pallag          | S/O   | 2 settembre 1993  | Ungheria             |
| 9  | Aleksandra Szafraniec | C     | 23 settembre 1989 | Polonia              |
| 11 | Julija Stojanova      | S/O   | 22 giugno 1985    | Bulgaria             |
| 12 | Isaline Sager-Weider  | C     | 5 luglio 1988     | Francia              |
| 13 | Dominika Valachová    | L     | 4 giugno 1986     | Slovacchia           |
| 14 | Chloé Mayer           | C     | 28 luglio 1997    | Francia              |
| 17 | Rusena Slancheva      | L     | 23 agosto 1986    | Bulgaria             |